# Praia de Albandeira

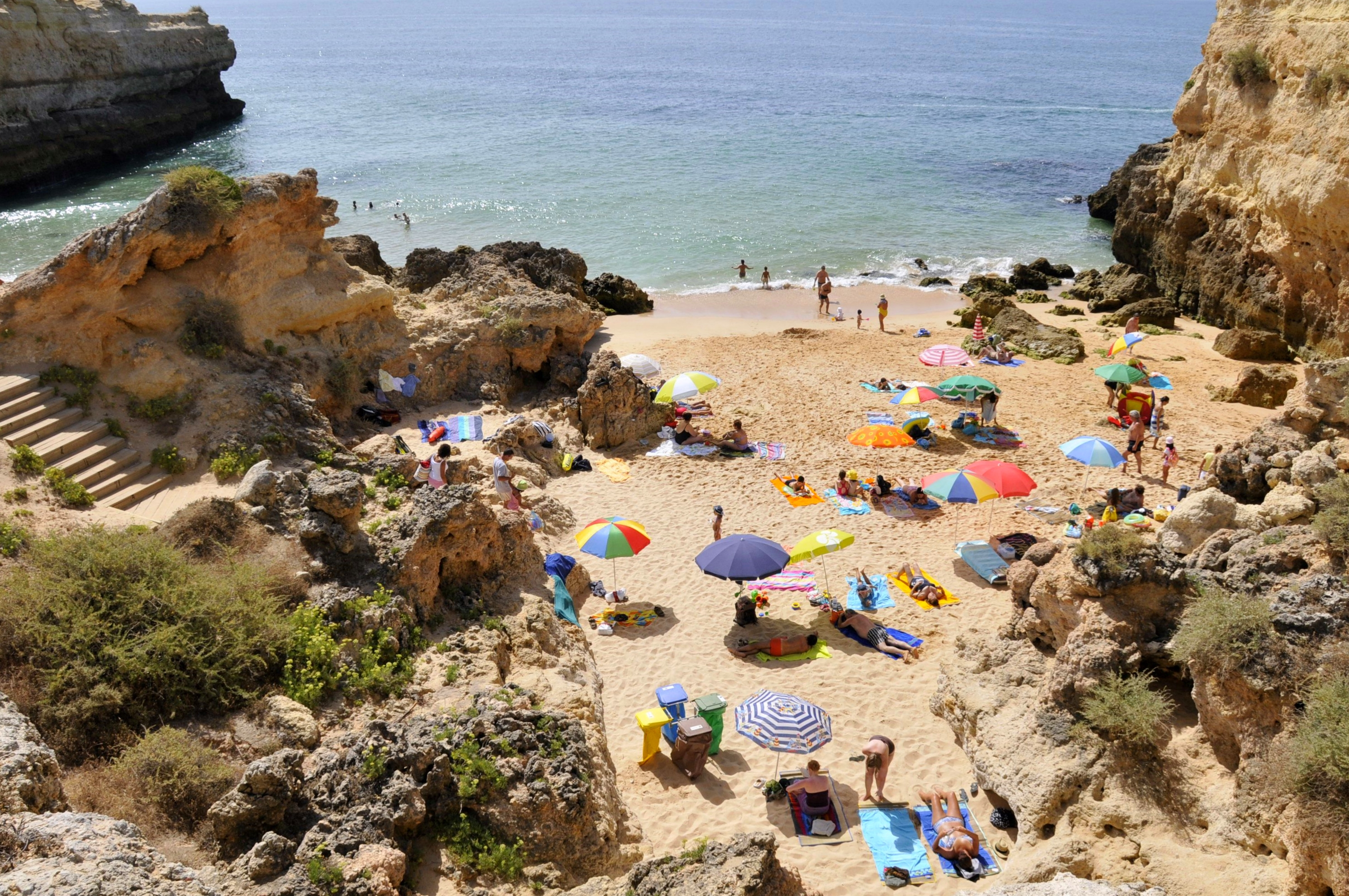
Strand

Die Praia de Albandeira ist ein Sandstrand in der portugiesischen Stadt Lagoa (Algarve).

## Lage
Südöstlich des Randgebiets Lagoas grenzt sie an die Praia do Barranquinho, im Osten an die Praia da Estaquinha und gehört zu den kleinen von Felsen umschlossenen Buchten, die wie die Praria Grande zwischen der Küstenstadt Albufeira und dem an der Mündung des Arade liegenden Fischerdorf Ferragudo als Bademöglichkeit genutzt werden. Der durch eine Felsnase geteilte Strand ist durch mit Steinstufen erschlossenen Zugänge bei Ebbe fußmäßig und durch den westlich gelegenen Felsentunnel die Nebenbucht zu erreichen.

## Wanderziele (Auswahl)
Die Praia da Marinha und die Praia da Senhora da Rocha sind durch ihre Entfernungen von rund zwei und drei Kilometern als Wanderziele oberhalb durch Steilwände erreichbar und ermöglichen somit die Besichtigung des Fort Nossa Senhora da Rocha (Porches), das mit der Kapelle auf Anordnung Johann III. im 16. Jahrhundert errichtet wurde.

## Nutzung
Wegen des starken Wellengangs wird der Strand häufig zum Wellenreiten genutzt.